# Moumou (film, 1959)
Pour plus de détails, voir Fiche technique et Distribution.
Moumou (en russe : Муму, Mumu), est une adaptation cinématographique de la nouvelle éponyme d'Ivan Tourgueniev réalisée en 1959 par Evgueni Teterine (ru) et Anatoli Bobrovski (ru). Le film est produit par les studios Mosfilm.

## Fiche technique
- Titre : Moumou
- Titre original : (Муму) (Mumu)
- Réalisation : Evgueni Teterine (ru) et Anatoli Bobrovski (ru)
- Scénario : Khrisanfe Khersonski (ru)
- Photographie : Konstanine Petritchenko (ru)
- Direction artistique : Arnold Weisfeld (ru)
- Compositeur : Alekseï Mouravlev (ru)
- Production : Mosfilm
- Pays d'origine : URSS
- Format : couleurs - 35 mm
- Durée : 70 minutes
- Langue : russe

## Distribution
- Afanassi Kotchetkov (ru) : Guérassime
- Elena Polevitskaïa (ru) : Maîtresse
- Nina Grebechkova : Tatiana
- Ivan Ryzhov : Gavrila Andreitch
- Evgueni Teterine (ru) : Khariton
- Leonid Kmit : Stepan
- Guennadi Saïfouline (ru) : palefrenier
- Varvara Miasnikova : Lioubimovna
- Aleksandra Denissova (ru) : blanchisseuse
- Inna Fiodorova (ru) : Oustinia, femme de Gavrila Andreitch
- Gavriïl Belov (ru) : Potape, le cocher
- Elena Volskaïa (ru) : cuisinière
- Alevtina Roumiantseva (ru) : buandière
- Igor Beziaïev : Kapiton
- Alekseï Dobronravov : Khvost